# 石栗奏美
石栗 奏美（いしぐり かなみ、2004年4月20日 - ）は、日本の元歌手、元アイドル。ハロー!プロジェクトに所属する女性アイドルグループOCHA NORMAの元メンバー。
北海道出身。アップフロントプロモーションに所属していた。ハロプロ研修生加入前は、北海道のローカルアイドルグループTeamくれれっ娘!ジュニアで活動していた。

## 略歴
2016年
- 「ハロー!プロジェクト『北海道限定』メンバーオーディション」に合格。
- 7月30日、太田遥香・佐藤光・河野みのり・北川亮・工藤由愛・山﨑愛生とともにハロプロ研修生北海道に加入。

2018年
- 5月6日、『ハロプロ研修生 発表会 2018 〜春の公開実力診断テスト〜』にてモーニング娘。'17の「私のなんにもわかっちゃない」を披露し、ゲスト審査員賞を受賞。

2019年
- 5月4日、『Hello! Project 研修生発表会2019 〜春の公開実力診断テスト〜』にてモーニング娘。の「気まぐれプリンセス」を披露し、歌唱賞を受賞。
- 7月11日、ハロプロ研修生ユニットのメンバーに選出される。

2020年
- 7月26日、『Hello! Project 研修生発表会2020 〜夏の公開実力診断テスト〜』にてモーニング娘。の「リゾナント ブルー」を披露し、ベストパフォーマンス賞を受賞。

2021年
- 3月7日、Zepp Tokyoで開催された『Hello! Project 研修生発表会 2021 3月 〜Yell〜』にて、新グループ（後のOCHA NORMA）の結成が発表され、ハロプロ研修生ユニットの米村姫良々・石栗・窪田七海・斉藤円香の4名がメンバーに選出される。

2022年
- 4月3日、研修生の時から出演していたHBCラジオ『Hello! リアル☆スクール』（現：『OCHA NORMA 石栗奏美のHello! リアル☆スクール』）が改編に伴い、石栗の単独パーソナリティ番組に変更。
- 4月5日、札幌北警察署の1日警察署長に就任。
- 7月13日、シングル『恋のクラウチングスタート/お祭りデビューだぜ!』でOCHA NORMAとしてメジャーデビュー。
- 9月30日、機能性胃腸症と診断され、10月4日までのイベント・メディア出演を欠席することを発表。同月26日のイベントも、体調不良のため欠席。10月7日、加療を要するも、経過良好であるため翌日8日のイベントより活動を再開することを発表。

2023年
- 4月20日、1st写真集『sonare』を発売。

2024年
- 1月24日、ブログにおいて、中学生の頃から組織球性壊死性リンパ節炎（菊池病）を患っていることを公表。
- 12月19日、身体の不調が続き、通院加療をしながら活動を続けていたが、パニック障害による自律神経の乱れが原因であると診断されたため、2025年3月末までの公演・イベントを欠席することを発表。

2025年
- 1月2日、Instagramを開設。
- 3月21日、体調は快方に向かっているものの、日によって好不調の波もあるとして、OCHA NORMA、およびハロー!プロジェクトを卒業し、アップフロントプロモーションを退社することを発表。同時に芸能界を引退した。

- 5月21日、Instagramのアカウントを削除・閉鎖。

## 人物
- メンバーカラーはオレンジ。
- 血液型A型。身長165 cm[19]。
- 幼少期に、アニメ『きらりん☆レボリューション』の月島きらり・主題歌を担当した久住小春に憧れ、同じ衣装を着て踊っていた。後に好きなアニメの主題歌がBuono!やBerryz工房といったハロプロのグループによるものだと知り、自分の中でハロプロの存在が大きくなっていた時に、父親が『北海道限定オーディション』を見つけたという[20]。憧れの先輩は元モーニング娘。の工藤遥、元アンジュルムの佐々木莉佳子[21]。好きな先輩として真野恵里菜を挙げており、2023年に真野がスペインから一時帰国した際に初対面した[22][23]。
- ハロプロ研修生北海道のリーダーとしての役割を担っていた、元Juice=Juiceの稲場愛香は石栗にとって初めての先輩だった[24]。また、稲場が出演していた『IMAREAL』（エフエム北海道）に憧れており、2022年7月にゲスト出演を果たした[25]。
- ハロー!プロジェクトのファンとして知られるでか美ちゃんが注目しているアイドルとして名前が挙げられている[26]。

### 趣味・趣向
- 好きな教科は国語、古典[27]。中学2年で漢字検定2級、中学1年で英語検定準2級を取得[28]。紅茶アドバイザーの資格も持つ[29]。
- 好きな音楽ジャンルはJ-POP、ハロー!プロジェクトの音楽[30]。好きなアーティストは斉藤和義、秦基博[31]、怒髪天。怒髪天は父親の影響で聴くようになり、衝撃・影響を受けた音楽として「労働CALLING」を挙げている。怒髪天の増子直純がMCを務めるテレビ番組『超音波』では共演を果たしている[32]。
- 『北斗の拳』『グラップラー刃牙』『賭ケグルイ』『進撃の巨人』『東京喰種』『約束のネバーランド』『ハイキュー!!』『弱虫ペダル』といったアニメを好む[33][34]。刃牙のキャラクターでは花山薫が好き[35]。『グラップラー刃牙』の原画展である刃牙展や[36]、『北斗の拳』の原画展には実際に足を運ぶほどのファンである[34][37]。
- 元乃木坂46の山下美月のファン[38]。好きな俳優は北川景子、広瀬すず[39]。
- 好きなスポーツはクラシックバレエ、ダンス[30]。
- 趣味は格闘技観戦（総合格闘技、プロレス、大相撲、ボクシング）、木彫りの熊集め、スキー、釣り。総合格闘技団体・RIZINのファンであり、試合の感想や解説をブログに記している[40][41][42]。
- 好きな動物はジンベエザメで、顔のモノマネもできる[24]。オオカミも好きである[43]。
- ブログなどの挨拶で使う「だぁ!」はアントニオ猪木の掛け声からきている[44]。また、「ジャジャンどどんばば〜んッッ」は、石栗語録として認識されている[45]。
- 自他共に認める大食いで、一度にピザのLサイズを2枚食べたことがある[46]。SNSに“夜ご飯の様子”として公開した動画では一食で1.5kgのオムライスを完食している[47]。OCHA NORMAのテレビ番組で回転寿司の大食い企画に挑戦した際には一度に4皿、8皿単位で大量注文し、「まだ何も食べていない（くらい余裕）」と言うなど終始ハイペースで食べ続け[48][49]、最終的には2時間で54皿を完食した[50]。蕎麦はアレルギーがあるため、食べられない[46]。
- 座右の銘は「努力の上に花が咲く」[30]。

## 出演

### テレビ
- ハレバレティモンディ（2021年6月5日・12日、札幌テレビ）[51]
- キタに恋した!（2023年7月2日 - 、HBCテレビ） - 不定期出演
- あぐり王国北海道NEXT（2024年2月24日、HBCテレビ）

### ラジオ
- Hello! to meet you!（2016年10月 - 2020年3月29日、HBCラジオ）
- ハロプロ研修生北海道のHello! リアル☆スクール（2020年4月5日 - 2021年12月26日、HBCラジオ）
- OCHA NORMA 石栗奏美のHello! リアル☆スクール（2022年1月2日 - 、HBCラジオ）

### 舞台
- 演劇女子部『図書館物語〜3つのブックマーク〜』（2021年11月11日 - 21日、池袋シアターグリーン BIG TREE THEATER） - コナン 役
- 演劇女子部「ミラーガール」（2024年11月8日 - 17日、こくみん共済 coop ホール／スペース・ゼロ） - 高木隼人 役

### ミュージック・ビデオ
- 宮本佳林 1stシングル「規格外のロマンス」（2021年12月1日） - バックダンサー

## 書籍

### 写真集
- sonare（2023年4月20日、オデッセー出版、撮影：大塚素久）ISBN 978-4-908643-88-0[14]

## 所属グループ・ユニット
- OCHA NORMA（2021年 - 2025年）